# Copa Nicasio Vila 1913
La Copa Nicasio Vila 1913 fue la séptima edición del torneo de primera división de la Liga Rosarina de Fútbol. Participaron siete equipos, siendo campeón el Club Atlético Newell's Old Boys Aquel título local de 1913, le dio el derecho al equipo rojinegro de disputar la Copa Dr. Carlos Ibarguren de ese año ante el campeón de la liga oficial de Buenos Aires, el Racing Club. Dicho título rosarino, también le dio el derecho al club rojinegro de disputar la final nacional de la Copa de Competencia 1914, ante el campeón de la Zona de Buenos Aires, en este caso, el Club Atlético River Plate.
Sobre fines de 1912, Rosario Central, Tiro Federal, Sparta, y Embarcaderos tuvieron desavenencias con la cúpula de la Liga Rosarina y fundaron (junto a Brown de la ciudad de Santa Fe) la Federación Rosarina de Football. Por ese motivo, todos ellos fueron excluidos del Campeonato de la Liga Rosarina de Fútbol del año 1913. El conjunto canalla se consagró campeón de la Federación Rosarina, quedando Tiro Federal como escolta.

## Tabla
| Pos | Equipo                         | Pts | PJ | G  | E | P  | GF | GC | Dif |
| 1º  | Newell's Old Boys              | 21  | 12 | 10 | 1 | 1  | 43 | 4  | 39  |
| 2º  | Rosario Athletic               | 20  | 12 | 9  | 2 | 1  | 50 | 9  | 41  |
| 3º  | Argentino                      | 16  | 12 | 6  | 4 | 2  | 32 | 18 | 14  |
| 4º  | Unión                          | 11  | 12 | 5  | 1 | 6  | 12 | 15 | -3  |
| 5º  | Ferro Carril Córdoba y Rosario | 9   | 12 | 4  | 1 | 7  | 13 | 40 | -27 |
| 6º  | Provincial                     | 6   | 12 | 3  | 0 | 9  | 14 | 36 | -22 |
| 7º  | Atlantic Sportsmen             | 1   | 12 | 0  | 1 | 11 | 3  | 45 | -42 |